# Linear Tape-Open

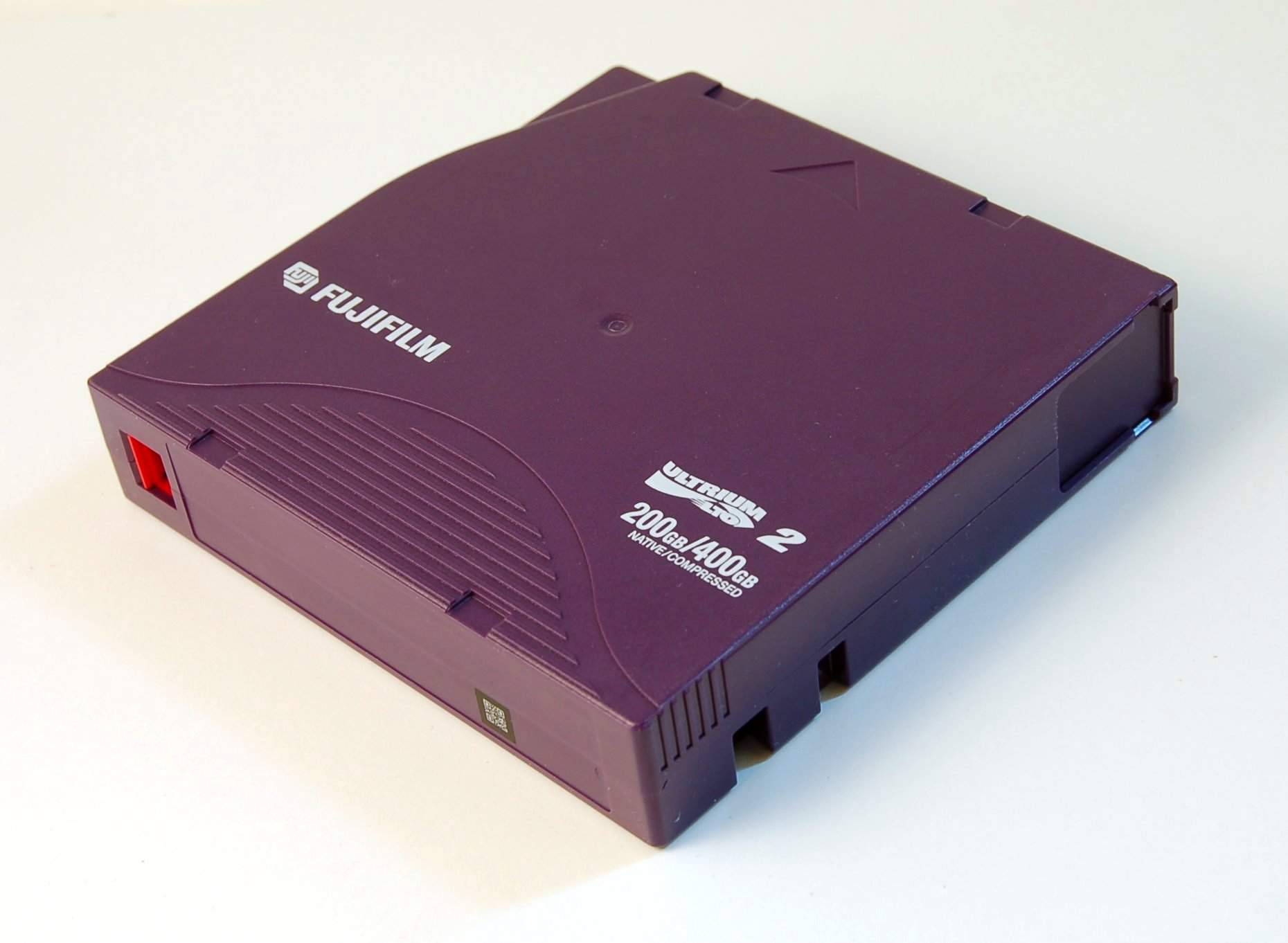
Cartucho de LTO2.

Linear Tape-Open (LTO) es una tecnología de cinta magnética de almacenamiento de datos, desarrollada originalmente a finales de 1990 como alternativa de estándares abiertos a los formatos de cinta magnética patentada que estaban disponibles en ese momento. Hewlett-Packard, IBM y Seagate iniciaron el Consorcio LTO, que dirige el desarrollo y gestiona las licencias y la certificación de los medios de comunicación y los fabricantes de mecanismo. La división de cinta de Seagate fue escindida en 2000 como Seagate Removable Storage Systems; luego fue llamada Certance en 2003. En 2005, Quantum completó la compra de Certance, que dejó de existir como tal y ahora es parte de Quantum Corp.
El estándar de la tecnología se conoce con el nombre LTO Ultrium, la versión original fue lanzada en 2000 y alcanzaba 100 GB de datos en un cartucho. La versión 9, publicada en 2020, puede almacenar hasta 45 TB en un cartucho del mismo tamaño.
Tras la introducción, LTO Ultrium rápidamente definió el segmento de mercado «cinta de super-capacidad» y ha sido siempre el best-seller de este formato. LTO es ampliamente utilizado con los sistemas informáticos pequeños y grandes, sobre todo para copias de seguridad; y más recientemente se aplica a contenidos de broadcasting.

## Contexto histórico
La cinta magnética de 12,7 mm (1/2 pulgada) se ha utilizado para el almacenamiento de datos durante más de 50 años. A mediados de 1980, IBM y DEC ponen este tipo de cinta en un solo carrete, un cartucho cerrado. Aunque la cinta física era nominalmente el mismo tamaño, las tecnologías y los mercados potenciales son significativamente diferentes, y no hay compatibilidad entre ellos. IBM llamó a su cartucho 3480 y lo apuntó a satisfacer los exigentes requisitos de sus mainframes que eran sus productos principales. DEC desarrolló el CompacTape, más tarde fue llamado DLT, y finalmente fue vendido a Quantum Corp. A finales de 1980, el formato Data8 Exabyte, derivado de un cartucho de video de 8 mm de doble bobina de Sony , vio cierta popularidad, sobre todo en los sistemas UNIX. Sony siguió este éxito con su propio formato de datos 8 mm, cinta inteligente avanzada (AIT) que tuvo un desarrollo aparte.
A finales de 1990, DLT de Quantum y AIT de Sony eran las opciones principales para almacenamiento en cinta de alta capacidad para servidores de PC y sistemas UNIX. Estas tecnologías estuvieron (y siguen estando) muy controladas por sus propietarios. En consecuencia, había poca competencia entre los vendedores y los precios eran relativamente altos. IBM, HP y Seagate trataron de contrarrestar eso mediante la introducción de un formato más abierto centrado en este segmento de mercado. 
Gran parte de la tecnología es una extensión de la labor desarrollada por IBM en su laboratorio de Tucson durante los 20 años que antecedieron a su lanzamiento. En los planes iniciales hubo dos formatos LTO pensados para competir directamente con los líderes del mercado: Ultrium, que se desarrolló en cinta de 12,7 mm, contenida en un solo carrete, optimizado para la alta capacidad; y Accelis, en una cinta de 8 mm de doble bobina, optimizado para baja latencia.
Cuando el LTO-1 salió al mercado, Seagate se separó como Seagate Removable Storage Solutions, luego llamada Certance, que dejó de existir como tal y ahora es parte de Quantum Corp.

## Ultrium
LTO Ultrium se desarrolló como reemplazo para DLT y tiene un diseño similar de cinta de 12,7 mm de ancho en un solo cartucho de bobina (ligeramente más pequeño). Esto hizo más fácil para los proveedores de robótica de biblioteca de cintas para convertir sus bibliotecas en las bibliotecas DLT LTO, lo que potenció su mercadeo en entornos de broadcasting y contenidos digitales para publicidad, aplicaciones para teléfonos celulares, y otros mercados.
- Dimensiones de un cartucho Ultrium: 102 x 105,4 x 21,5 mm.
- Una unidad Ultrium lee datos de un cartucho en su propia generación y por lo menos las de dos generaciones anteriores.
- Una unidad Ultrium escribe datos en un cartucho en su propia generación y de un cartucho de la generación inmediata anterior, en el formato de la generación anterior.